# Boris Rothemund
Boris Rothemund, geboren als Herbert Josef Rothemund (* 1930; † 19. September 2015 auf Schloss Autenried in Bayern) war ein deutscher orthodoxer Geistlicher und zunächst Bischof der Orthodoxen Kirche von Deutschland, später Erzbischof der griechisch-orthodoxen Orthodoxen Metropolie von Aquileia und Westeuropa, beides von den anderen orthodoxen Kirchen nicht als kanonisch anerkannte Kirchen. Er war der Verfasser mehrerer Bücher über Ikonenkunst.

## Leben
Herbert J. Rothemund wuchs in einer katholischen Familie auf. Er besuchte kurzzeitig ein katholisches Priesterseminar und wandte sich dann der orthodoxen Kirche zu. Er studierte orthodoxe Theologie und Kunst und gab seit 1954 zahlreiche Publikationen zur Ikonenkunst heraus.
1959 wurde er zum Bischof der Orthodoxen Kirche von Deutschland geweiht. Mit seiner Unterstützung wurde das Schloss Autenried in Bayern für die Gemeinde erworben und ein Ikonenmuseum gemeinsam mit dem Slavischen Institut  München e. V. gegründet. In den folgenden Jahrzehnten wurde die Sammlung erheblich erweitert. Bischof Boris Rothemund engagierte sich Zeit seines Lebens für das Schloss, die orthodoxe Gemeinde und die Ikonensammlung.
Nach 1984 wurde er Erzbischof der Diözese München der Orthodoxen Metropolie von Aquileia und Westeuropa.

## Publikationen
- Ikonenkunst. Ein Handbuch. Slavisches Institut München 1954
- Ikonen und ostkirchliches Kunstgewerbe. Slavisches Institut München 1954
- Aethiopische Malerei. Slavisches Institut München 1956
- Ikonenbüchlein. Slavisches Institut München 1956
- Kirchliche Kunst im Osten. Slavisches Institut München 1958
- Alte Portrait Ikonen. Slavisches Institut München 1959
- Kleine Andachtsbildchen. München 1959
- Byzantinische und russische kirchliche Stickereien. Slavisches Institut 1961
- Ikonen. Berghaus-Verlag, München 1962
- Muttergottes Ikonen. Slavisches Institut München
- Das ostkirchliche Christusbild. Theologie, Kult, Kunstgeschichte. Slavisches Institut München 1965
- Verzeichnis der russischen Gold- und Silbermarken. Slavisches Institut München 1967
- Autenried. Dorf, Schloß und Kirche. Konrad, Weißenhorn 1970
- Die Ikonenmalerei der russischen Altgläubigen. Katalog der Palech-Ausstellung. Slavisches Institut München 1978
- Barocke Klosterarbeiten. Buch-Kunstverlag Autenried 1982
- Handbuch der Ikonenkunst. Slavisches Institut München 1985